# Giuseppe Triolo
Giuseppe Triolo (Palermo, 7 maggio 1816 – Alcamo, 11 ottobre 1887) è stato un patriota e nobile italiano.

## La sua figura
Giuseppe Triolo, barone di Sant’Anna fu, insieme ai due fratelli Stefano e Benedetto, tra le figure più belle del Risorgimento siciliano, partecipando all'Unità d'Italia sia con attività di cospirazione che a livello finanziario.  Presero parte ai moti rivoluzionari in Sicilia nel 1848 e ai preparativi alla partecipazione all’impresa dei Mille di Garibaldi, supportandoli nella marcia verso Palermo.
Nel 1848 Giuseppe e Stefano furono capitani della Guardia Nazionale, milizia al servizio della rivoluzione siciliana; a seguito di essa dovettero patire il carcere e persecuzioni. Nel 1852 Giuseppe fece parte del Comitato segreto che nella provincia di Trapani cospirava contro i Borboni e dell’Associazione Unitaria d’Italia di Giuseppe La Farina. Nel 1854 ci fu un Comitato segreto, collegato agli altri della Sicilia, e a Francesco Crispi e Giuseppe La Masa.

## I moti rivoluzionari del 6 aprile 1860
Fu a capo degli insorti il 6 aprile 1860 che, appena due giorni dopo l'insurrezione della Gancia a Palermo, lo vide sfilare con il tricolore in mano nel Corso verso il Palazzo comunale dove, dopo aver fatto innalzare il vessillo sul palazzo, fu dichiarata decaduta la monarchia Borbonica e istituito il Governo Italiano Provvisorio.
Lo stesso giorno gli insorti, riunitisi nella casa dei Sant'Anna, decisero di farsi consegnare le armi dalla Compagnia militare (equivalente dell'attuale Polizia di Stato), dandogli comunicazione di quanto stava accadendo.
Dopodiché, assieme ad altre armi dategli dai cittadini alcamesi, il 7 aprile Stefano Triolo, con un manipolo di 350 uomini, si diresse a Palermo per aiutare l'insurrezione e invece Giuseppe, a capo del Comitato provvisorio di Alcamo, coordinava le rivolte dei vicini paesi, ai quali la mattina dell'8 aprile inviò dei proclami con cui li invitava a movimentarsi come ad Alcamo.
Sedata la rivolta, Giuseppe dovette nascondersi alla polizia borbonica in quanto risultava, assieme a Stefano, condannato a morte e con una grossa taglia sul suo capo; portava nel frattempo armi e cibo a Stefano e continuava a tenersi in collegamento con gli altri patrioti della zona. Dopo diversi nascondigli, trovò rifugio in una cascina di Paceco: per 2 volte i fratelli tentarono di imbarcarsi per l'isola di Malta, ma non ci riuscirono a causa di alcune navi borboniche in zona.

## I Triolo e Garibaldi
Garibaldi aveva deciso di fare la spedizione in Sicilia dopo le notizie sulle rivolte avvenute nella Sicilia occidentale; sicuramente l'opera svolta dai fratelli Sant'Anna convinse Garibaldi a sbarcare nel trapanese, piuttosto che a Sciacca.
Senza il loro appoggio la spedizione sarebbe potuta fallire come quella dei Pisacane e dei fratelli Bandiera.
I primi a raggiungere il Generale, dopo lo sbarco a Marsala, furono i fratelli Triolo con i loro uomini armati (circa 500); nella battaglia di Pianto Romano, combattendo a fianco dei garibaldini furono determinanti per la vittoria.
Giuseppe, messo a capo dei "Cacciatori dell'Etna", a cui aveva affidato un migliaio di fucili, lottò eroicamente a Calatafimi e nella battaglia per conquistare la città di Palermo rimase ferito alla fronte.
Il 17 maggio 1860 Garibaldi assieme a Crispi, Giuseppe La Masa e altri comandanti alloggiarono nel palazzo dei Sant'Anna: a perenne ricordo è stata posta una lapide in marmo sulla facciata della casa. Da questa sede Garibaldi emanò 5 pubblici e importanti decreti; in uno di questi Giuseppe Triolo era nominato, collaborato dal fratello Stefano, governatore del distretto di Alcamo.
Il 18 maggio il generale Garibaldi compose un Consiglio di guerra e Giuseppe fu uno dei 4 giudici del consiglio, assieme a Forni, Bixio e Carini.
Il 22 maggio ebbe l'ordine di accendere dei fuochi sulle montagne di Monreale allo scopo di ingannare i Borboni; quando essi uscirono da Palermo, Garibaldi vi entrò dal lato opposto cogliendoli di sorpresa. Giuseppe, sfuggito ai borbonici, entrò nella città con i suoi e si fece onore nella battaglia vicino alla Cattedrale dove venne ferito.
Altre spedizioni di militari seguirono da Genova a giugno dello stesso anno e vennero aiutati dai baroni Sant'Anna; furono di aiuto anche ai soldati feriti a Calatafimi e curati ad Alcamo, fra cui Crescenzio Baguiera che morì il 1 giugno 1860 a causa della ferita riportata in battaglia e a cui il comune di Alcamo ha intitolato una via accanto alla chiesetta sepolcrale dei fratelli Sant'Anna situata nella via Kennedy.

## Riconoscimenti
Il contributo dato dai Sant'Anna alla causa dell'Unità d'Italia gli costò la vendita di ben sette feudi.
Ecco cosa ricevettero in forma di riconoscimento:
- Nomina a colonnello per i due fratelli, con decreto del 13 giugno 1860, e poi da Regio Decreto nel 1861
- Governatori di Alcamo dal 17 maggio al 31 ottobre
- Ricevuti dal re Vittorio Emanuele II il 20 ottobre, assieme a una delegazione alcamese
- Governatori del palazzo reale dal 1861 al 1865
- Cavalieri dell'ordine militare di Savoia, dei santi Maurizio e Lazzaro, della Corona d'Italia
- Giuseppe fu sindaco negli anni: 1867-69, 1873-75, 1876-78, 1879-81, 1882-84.

La città di Alcamo ha intitolato una strada, adiacente al loro palazzo, ha posto due lapidi commemorative sul prospetto del Municipio e nel 1960, nella ricorrenza del centenario dell'Unità d'Italia, ha fatto scolpire allo scultore alcamese Giuseppe Bambina due busti marmorei che oggi si trovano presso la Biblioteca Civica.